# Tahulu
Tahulu is een bestuurslaag in het regentschap Tuban van de provincie Oost-Java, Indonesië. Tahulu telt 4115 inwoners (volkstelling 2010).